# Русский язык в Индии

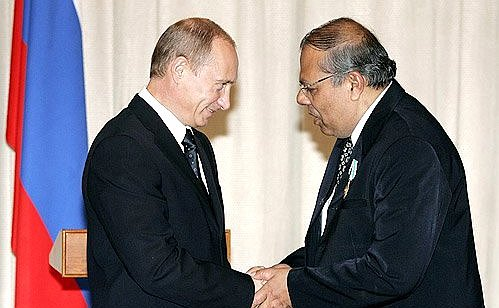
Владимир Путин вручает орден Дружбы директору Центра русских исследований при Университете им. Дж. Неру, президенту Делийской ассоциации выпускников советских и российских вузов Санкаре Басу (26 января 2007 года)

Русский язык в Индии начал преподаваться в первые годы независимости государства. Советская экономическая, военная и политическая помощь молодому государству высоко подняли авторитет русистики. Апогей влияния русского языка в стране пришёлся на 1960-е и 70-е годы. В 1990-е гуманитарное сотрудничество испытало значительное падение, но с началом нового века наметилась положительная динамика. Статус языка повышается, а количество желающих овладеть им год от года растёт. По состоянию на 2013 год в Индии около 5000 человек изучали русский язык.

## Советские годы
До середины XX века индийская интеллигенция знакомилась с достижениями русской культуры сквозь призму английских переводов. Однако развитие советско-индийских отношений привело к резкому изменению отношения к русистике. В 1930-е годы состоялись визиты в Россию двух индийских лидеров — Джавахарлала Неру и Рабиндраната Тагора, что послужило укреплению двусторонних отношений.
Советский Союз оказывал деятельную помощь Индии в процессе деколонизации и индустриализации. Вместе с технологиями и новыми научными знаниями происходило укрепление позиций русской культуры и языка, который приобрёл статус средства общения инженерной элиты. В 1946 году в Делийском университете стали преподавать русский язык — впервые для высших ученых заведений страны. Спустя год там же открывается профильная лингвистическая кафедра. После этого специализированные курсы открыли Алахабадский (1947 год), Османский (1958 год) и Пунский (1964 год) университеты. В рамках обучения студенты знакомились не только с языком, литературой но и особенностями культуры одной из сверхдержав тех лет. Тем не менее, нужно отметить, что изучение языка имело факультативный характер, а общее время, выделяемое на изучение, составляло два часа трижды в неделю. Для лингвистического образования за пределами языковой среды это очень малое значение.
Начиная с 1961 года начинает работать программа студенческого обмена между двумя странами. В Индию из СССР прибывают специалисты, некоторые из которых стали преподавать русский язык для местных жителей.
В 1965 году было заключено соглашение «О создании Института русских исследований в Нью-Дели». В результате изучение русского языка отныне проводится в рамках отдельного предмета. Повышается активность академических исследований в области русистики. В качестве преподавателей в институте трудились 25 специалистов из СССР, а во главе учебного заведения стал профессор Ч. Н. Чакраварти. Для поступления на бакалавриат претенденты должны были вначале пройти ускоренные курсы русского языка. Первый поток русскоязычных индийцев получил диплом в 1969 году. Часть из них стали преподавателями русского языка и литературы в вузах по всей стране, часть пошли работать переводчиками (прежде всего в Министерство обороны).
После создания в 1969 году Университета им. Джвахарлала Неру институт был включён в его состав под названием Центр русских исследований. Начиная с 1971 года бакалавры, успешно прошедшие обучение в центре, получают возможность после 4-го курса получить степень магистра. Первые обладатели такой степени выпустились в 1973 году. В 1979 году программа претерпела серьёзные изменения: теперь возможность стать дипломированным магистром в области русских наук получал всякий выпускник школы на базе 11 или 12 классов.
К началу 1970-х годов целый ряд учреждений высшей школы открывают программы по обучению русскому языку: Бенареский, Керальский, Дхарвадский, Маратхвадский, а также Университет им. Махараджи Саяджирао. Общее число носителей языка среди преподавателей данных вузов достигало 30 человек Качество обучения серьёзно отставало от уровня Университета им. Джвахарлала Неру: курсы русского тут имели сугубо факультативный характер с относительно небольшим числом академических часов. Эксперты отмечали невысокий уровень образования студентов. Однако распространению языка это не помешало, и к 1980-м число вузов с русскоязычным отделением достигло 30.
Хайдарабадский центральный институт английского и иностранных языков пошёл на встречу работающим индийцам и открыл очно-заочное обучение русскому без отрыва от производства. Программа была рассчитана на три года и пользовалась значительной популярностью в 1970-е и 80-е годы.
Обучение языку также производилось в ячейках Общества индийско-советской дружбы, на совместных объектах образования, в организованных СССР культурных и научных центрах. Что касается образования средней ступени, то лишь несколько школ в Дели имели русский в качестве учебного предмета.
К моменту распада СССР индийские русисты защитили 30 кандидатских и 25 магистерских диссертаций. Соотношение бакалавров и магистров составило 100 к 600. По состоянию на 1990 год число изучавших русский язык в Индии достигло 6 тысяч человек.

## Российский период
В 1990-е годы популярность русского языка в Индии значительно снизилась. С началом компьютерной революции индийцы всё больше стремились к опережающему росту в сфере информационных технологий и телефонного обслуживания (удаленные колл-центры). Рабочим языком и в той, и в другой сфере является английский. Прекратились программы языкового обмена, что сказалось на качестве владения и преподавания русского языка. Уже имеющиеся у обучавшихся в СССР знания стали стремительно устаревать.
Обеспеченность литературой серьёзно упала. До повального распространения сети Интернет приобрести в Индии книгу на русском было практически невозможно. Университет в Хайдарабаде, имевший в советские годы одно из богатейших собраний русских книг, после 1990 года практически перестал его обновлять.
Кроме того, негативное влияние оказали причины финансового свойства: на стажировку в РФ просто не было денег. В советские годы в каждом вузе, где была профильная языковая кафедра, работали 1—3 преподавателя из СССР, но после распада страны их число сократилось до нуля.
В 2000-е годы произошёл рост российско-индийских контактов. Так в 2005 году в Дели впервые за 30 лет состоялась совместная индийско-российская конференция. За ней последовали такие же мероприятия в Мумбаи и Санкт-Петербурге в 2006 году. В 2007 году Индию посетил с визитом Владимир Путин, который представил выдающихся местных русистов к государственной награде. Также было объявлено о проведении в 2008 году Года России в Индии, а в 2009 году — Года Индии в России.
Особенностью обучения русскому языку в Индии является ориентация главным образом на взрослую аудиторию: в школах он практически не преподаётся. Посетители курсов и студентов кафедр русистики сильно различаются между собой по уровню образования, мотивации и начальной подготовке. Среди основных стимулов обучения — необходимость читать литературу на русском, обучение на территории РФ, бизнес-интересы или получение информации будущими туристами. Также стоит отметить наличие английского в качестве посредника в обучении в некоторых заведениях.
Отмечается слабое развитие методической базы: учебных пособий и литературы не хватает, а имеющиеся советские образцы в значительной массе устарели.
Если во второй половине XX века русскоязычные выпускники находили работу в основном в государственных структурах, то в начале века XXI ситуация переменилась, и теперь большинство находит применение знаниям в частном секторе.
По данным 2003 года крупнейшими центрами русистики в стране были: Университет Джавахарлала Неру, Делийский университет, Джадавпурский университет, Калькуттский университет, Институт иностранных языков в Хайдарабаде.
Общее количество вузов с преподаванием русского достигало 50.
Как правило, обучение русскому языку в Индии подразделяется на три этапа — бакалавр, магистр или кандидат наук. Кроме того, достаточной популярностью пользуются курсы интенсивного обучения для предпринимателей, а также туристов и учащейся молодежи.
По состоянию на 2013 год, в Индии насчитывалось 15 школ с преподаванием русского: 5 в Дели, 4 в штате Керала, 3 в Махараштре, 1 в Уттаракханде и 2 в Тамилнаде. Статус предмета рознится в зависимости от конкретного учебного заведения: в ряде школ он входит в обязательную программу, в ряде — изучается за отдельную плату.
Мероприятия по продвижению и популяризации русской культуры возглавляет Российский центр науки и культуры (РЦНК), который имеет несколько региональных отделений по всей стране: в столице страны Нью-Дели, основанный в 1965 году, в Мумбаи, Калькутте, Ченнаи и Тривандраме. В общей сложности во всех филиалах на курсах русского языка обучается до 700 студентов в год. В среднем продолжительность обучения составляет три года. В рамках учебной программы индийцы постигают азы русской литературы и песенной культуры. В школах с преподаванием русского языка лекторы из РЦНК регулярно выступают с семинарами и показом видеоматериалов.
Значительную часть аудитории курсов составляют инженеры и военные специалисты. Так, в 2002 году 74 сотрудника танкового завода из города Авади и 120 будущих работников АЭС Куданкулам прошли ускоренное обучение русскому языку.
Сотрудничество в гуманитарной сфере между двумя государствами продолжает крепнуть. Так, с 11 по 16 сентября 2014 года преподаватели РУДН провели День русского языка в городах Дели и Ченнаи. Растёт размер квоты для индийских студентов в российских вузах: если в 2010 году она составляла 5 человек, то в следующем году — уже 40.